# Anita Novinsky
Anita Waingort Novinsky (Stachów, 22 de novembro de 1922 – São Paulo, 20 de julho de 2021), foi uma historiadora, pesquisadora e professora universitária brasileira.
Considerada uma das pioneiras da ciência no Brasil pelo CNPq, Anita era especialista na Inquisição portuguesa no Brasil, os costumes dos criptojudeus deste país e o renascimento da consciência judaica destes, 200 anos após o fim da Inquisição no Brasil.
Professora titular emérita da Faculdade de Filosofia, Letras e Ciências Humanas da Universidade de São Paulo (FFLCH-USP), foi a primeira a descobrir e a revelar a origem judaica de grande parte dos portugueses que vieram para o Brasil para escapar do Tribunal do Santo Ofício, instituição da Igreja Católica que perseguia, julgava e punia os judeus de Portugal.

## Biografia
Anita nasceu na cidade de Stachów, na Polônia, em 1922. Chegou no Brasil com os pais com apenas dois anos. Estudou no Colégio Mackenzie e foi instruída no judaísmo pela mãe, que pertencia a uma família extremamente ortodoxa. Na sua casa, as festividades judaicas eram comemoradas e seguidas regularmente. Seu pai, original de Kielce (Polônia), era sionista, tendo sido um dos fundadores do partido sionista em São Paulo.
Ingressou aos 18 anos no curso de filosofia da Universidade de São Paulo (USP), em 1956, onde foi aconselhada pelo professor Lourival Gomes Machado a pesquisar o papel da Inquisição na história do Brasil, tema que os livros de história omitiam ou pouco falavam.
Especializou-se em psicologia pela USP, em 1958, e depois especializou-se em Racismo no Mundo Ibérico pela École des hautes études en sciences sociales, em 1977, seguindo para o doutorado em História Social pela USP, com um estágio de pós-doutorado na Universidade de Paris em 1983. Foi Livre Docente da Universidade de São Paulo até o fim de sua vida.
Nos anos 1970, Anita inaugurou uma importante linha de pesquisa no Departamento de História da Faculdade de Filosofia, Letras e Ciências Humanas da USP: os estudos inquisitoriais sobre o prisma da história das mentalidades.
Depois dos atentados às Torres Gêmeas, em 11 de setembro de 2011, Anita percebeu que seus estudos e de sua equipe deveriam ser voltados para o mundo e assim fundou o Laboratório de Estudos sobre a Intolerância dentro do Departamento de História da Universidade de São Paulo. O laboratório foi fechado após disputas políticas internas entre os pesquisadores.
A Universidade Federal Rural de Pernambuco tem uma cátedra que leva seu nome desde 2015, pertencente ao Departamento de Ciências Sociais. Novinsky é considerada uma autoridade no tema da Inquisição. Em 2013, o Conselho Nacional de Desenvolvimento Científico e Tecnológico outorgou à Novinsky a distinção de Pioneira da Ciência no Brasil em honra de sua trajetória como investigadora.

## A Inquisição no Brasil
O documentário A Estrela Oculta do Sertão, que versa sobre comunidades de criptojudeus no Nordeste do Brasil, está baseado parcialmente nas pesquisas de Anita, incluindo uma entrevista com ela.[carece de fontes?]

## Vida pessoal
Anita foi casada com o engenheiro Mauricio Novinsky, com quem teve duas filhas.

## Morte
Anita morreu em 20 de julho de 2021, na capital paulista, aos 98 anos. Ela foi sepultada no Cemitério Israelita do Butantã.

## Publicações
- Cristãos-novos na Bahia: 1624-1654. Perspectiva, Edusp, 1972.
- Bens confiscados a Cristãos-novos no Brasil, século XVIII. Editora Imprensa Nacional - Casa da Moeda, 1978, Lisboa
- Inquisição. Cristãos Novos na Bahia, 11ª edición. Editorial Perspectiva, São Paulo, 2007.
- Gabinete de Investigação: uma “caça aos judeus” sem precedentes. Brasil-Holanda, séculos XVII e XVIII. Editora Humanitas, São Paulo, 2007.
- O Santo Ofício da Inquisição no Maranhão. A Inquisição de 1731. Editorial Universidad Estatal de Maranhão, São Luiz, Maranhão, 2006.
- Inquisição: Prisioneiros do Brasil. Editorial Expressão e Cultura, Rio de Janeiro, 2002.
- Ibéria Judaica. Roteiros da Memória. Editorial Expressão, Rio de Janeiro y EDUSP, São Paulo, 1996.
- Inquisição. Ensaios sobre Mentalidades, Heresias e Arte. Editorial Expressão e Cultura, Rio de Janeiro, 1992
- Inquisição. Rol dos Culpados. Editorial Expressão e Cultura, Rio de Janeiro, 1992
- O olhar Judaico em Machado de Assis. Editorial Expressão e Cultura, Rio de Janeiro, 1990.
- Inquisição: Inventários de bens confiscados a cristãos novos no Brasil Editorial Imprensa Nacional. Casa de la Moneda, Lisboa, 1978.
- Padre Antônio Vieira, a Inquisição e os Judeus
- Os judeus que construíram o Brasil, 2016.